# Гвадалахара (футбольний клуб)
«Спортивний клуб Гвадалахара» (ісп. Club Deportivo Guadalajara) — мексиканський футбольний клуб з однойменного міста в штаті Халіско. Заснований 8 травня 1906 року. Поширені й інші назви команди: «Чівас» або «Чівас Гвадалахара». У клубі грають виключно місцеві, мексиканські, футболісти.

## Історія
В епоху аматорського футболу — найсильніша команда західної ліги, перемоги в 13-ти із 33-х чемпіонатів. «Гвадалахара» — один із засновників професіональної ліги Майор. З середини 50-х років до початку 70-х — «золота епоха» цієї команди. На внутрішній арені перемоги у восьми чемпіонатах та двох кубках країни. Виграла перший в історії турнір кубка чемпіонів КОНКАКАФ 1962 року та два неофіційних — 1964 і 1965 років. У складі збірної на чемпіонатах світу 1958 та 1962 беруть участь по шість футболістів «Гвадалахари». 
З 1960 року домашньою ареною був «Халіско», третій за кількістю місць стадіон Мексики (56 173). На ньому також грають «Атлас» і «Універсідад». У 2010 клуб збудував власну арену — стадіон «Омнілайф» (49 850 місць). Вартість проекту — 146 млн доларів. 2018 року стадіон зменів назву на «Акрон».
Перед початком сезону 2012/13  у «Гвадалахари» найбільше перемог у чемпіонаті - 11 («Америка» та «Толука» мають по 10 титулів). Займає другу сходинку у зведеній таблиці чемпіонатів Мексики за набраними очками, перемогами та забитими голами (попереду «Америка»). Лише дві команди брали участь у всіх чемпіонатах Мексики: «Америка» і «Гвадалахара» - по 87 сезонів.  У зведеній таблиці кубку Мексики команда посідає перше місце. 
У рейтингу найкращих клубів Центральної та Північної Америки 20-го століття займає 15 місце. 
У рейтингу найкращих клубів світу за версією IFFHS на  31 грудня 2012 посідає 263 місце. 
За даними мексиканської газети «Реформа» за кількістю вболівальників команда посідає друге місце у світі (понад 30 млн чоловік). Більше прихильників лише у бразильського «Фламенго». 

## Титули та досягнення

### На міжнародній арені
- Володар кубка чемпіонів КОНКАКАФ (2): 1962, 2018
- Фіналіст кубка Лібертадорес (1): 2010
- Фіналіст кубка чемпіонів КОНКАКАФ (1): 1963

### Аматорська епоха
- Чемпіон західної ліги (13): 1909, 1910, 1912, 1922, 1923, 1924, 1925, 1928, 1929, 1930, 1933, 1935, 1938
- Віце-чемпіон західної ліги (8): 1911, 1913, 1914, 1917, 1919, 1921, 1926, 1932

### Професіональна епоха
- Чемпіон (11): 1957, 1959, 1960, 1961, 1962, 1964, 1965, 1970, 1987, 1997(Л), 2006(А)
- Віце-чемпіон (9): 1952, 1955, 1963, 1969, 1970(М), 1983, 1984, 1998(З), 2004(К)
- Володар кубка (2): 1963, 1970
- Фіналіст кубка (5): 1948, 1951, 1954, 1955, 1967
- Володар суперкубка (7): 1957, 1959, 1960, 1961, 1964, 1965, 1970

## Тренери-переможці
| Тренер                   | Кількість | Виграні трофеї |
| ------------------------ | --------- | --- |
| Хав'єр де ля Торре       | 12        | Кубок чемпіонів КОНКАКАФ 1962 Чемпіонат Мексики 1961, 1962, 1964, 1965, 1970 Кубок Мексики 1963, 1970 Суперкубок Мексики 1961, 1964, 1965, 1970 |
| Арпад Фекете             | 4         | Чемпіонат Мексики 1959, 1960 Суперкубок Мексики 1959, 1960                                                                                      |
| Дональд Росс             | 2         | Чемпіонат Мексики 1957 Суперкубок Мексики 1957                                                                                                  |
| Альберто Гуерра Лопес    | 1         | Чемпіонат Мексики 1987 |
| Рікардо Феретті          | 1         | Чемпіонат Мексики 1997(Л) |
| Хосе Мануель де ля Торре | 1         | Чемпіонат Мексики 2006(А) |

## Найкращі бомбардири «Гвадалахари» в чемпіонаті
| Футболіст           | Голи | Сезони               |
| ------------------- | ---- | -------------------- |
| Сальвадор Рейєс     | 122  | 1953-1967            |
| Омар Браво          | 108  | 2001-2008, 2009-2010 |
| Едуардо де ля Торре | 90   | 1982-1992            |

## Найкращі бомбардири чемпіонату Мексики
- 1 -  Адальберто Лопес: 1954 (21)
- 1 -  Кресенсіо Гутьєррес: 1957 (19)
- 1 -  Сальвадор Рейєс: 1962 (21)
- 1 -  Омар Браво: 2007К (11)
- 1 -  Хав'єр Ернандес: 2010Б (10)

## Найвідоміші гравці
- Хайме Гомес (1950-1964) — воротар, учасник чемпіонатів світу 1958, 1962, у 40-х роках виступав за збірну Мексики з волейболу.
- Хосе Вільєгас (1952-1972) — захисник, учасник чемпіонатів світу 1958, 1962, 18 трофеїв з клубом.
- Гільєрмо Сепульведа (1952-1966) — захисник, учасник чемпіонатів світу 1958, 1962, 18 трофеїв з клубом.
- Сальвадор Рейєс (1952-1967) — нападник, учасник трьох чемпіонатів світу.
- Ісідро Діас (1955-1968) — півзахисник, учасник чемпіонатів світу 1962, 1966 15 трофеїв з клубом.
- Ігнасіо Кальдерон (1962-1974) — воротар, за збірну 60 матчів.
- Фернандо Кірарте (1973-1989) — захисник, за збірну 45 матчів (5 голів).
- Едуардо де ля Торре (1982-1992) — нападник, півзахисник, за збірну 10 матчів (2 голи).
- Хосе Мануель де ля Торре (1984-1988, 1993-1995) — півзахисник, за збірну 28 матчів (6 голів), відомий тренер.
- Бенжамін Галіндо (1986-1994, 2000-2001) — півзахисник, за збірну 65 матчів (28 голів).
- Гільєрмо Мендізабаль (1986-1991) — півзахисник, за збірну 24 матчі (3 голи).
- Хав'єр Агірре (1987-1993) — півзахисник, за збірну 59 матчів (14 голів), відомий тренер.
- Жоель Санчес (1991-1999, 2000-2003) — захисник, за збірну 23 матчі (3 голи).
- Мануель Відріо (1991-1996) — захисник, за збірну 37 матчів (1 гол).
- Пауло Чавес (1993-2000, 2005) — півзахисник, за збірну 30 матчів (2 гола).
- Альберто Койоте (1993-2001) — півзахисник, за збірну 54 матчі.
- Рамон Рамірес (1994-1998, 2002-2004) — півзахисник, за збірну 121 матч (15 голів).
- Клаудіо Суарес (1996-2000) — захисник, за збірну 178 матчів (6 голів).
- Луїс Гарсія (1998-2000) — нападник, за збірну 79 матчів (29 голів).
- Рамон Моралес (1999-2010) — півзахисник, за збірну 64 матчі (6 голів).
- Освальдо Санчес (1999-2007) — воротар, за збірну 99 матчів.
- Альберто Медіна (2000-2012) — нападник, півзахисник, за збірну 56 матчів (6 голів).
- Омар Браво (2001-2008, 2009-2010) — нападник, за збірну 62 матча (15 голів).
- Карлос Сальсідо (2001-2006) — захисник, за збірну 100 матчів (6 голів).
- Франсіско Родрігес (2002-2008) — захисник, за збірну 67 матчів (1 гол).
- Франсіско Паленсія (2003-2005) — півзахисник, за збірну 80 матчів (12 голів).
- Адольфо Баутіста (2004-2007, 2010-2011) — нападник, за збірну 38 матчів (11 голів).
- Хав'єр Ернандес (2006-2010) — нападник, за збірну 35 матчів (24 голи).